# H. F. Lenfest

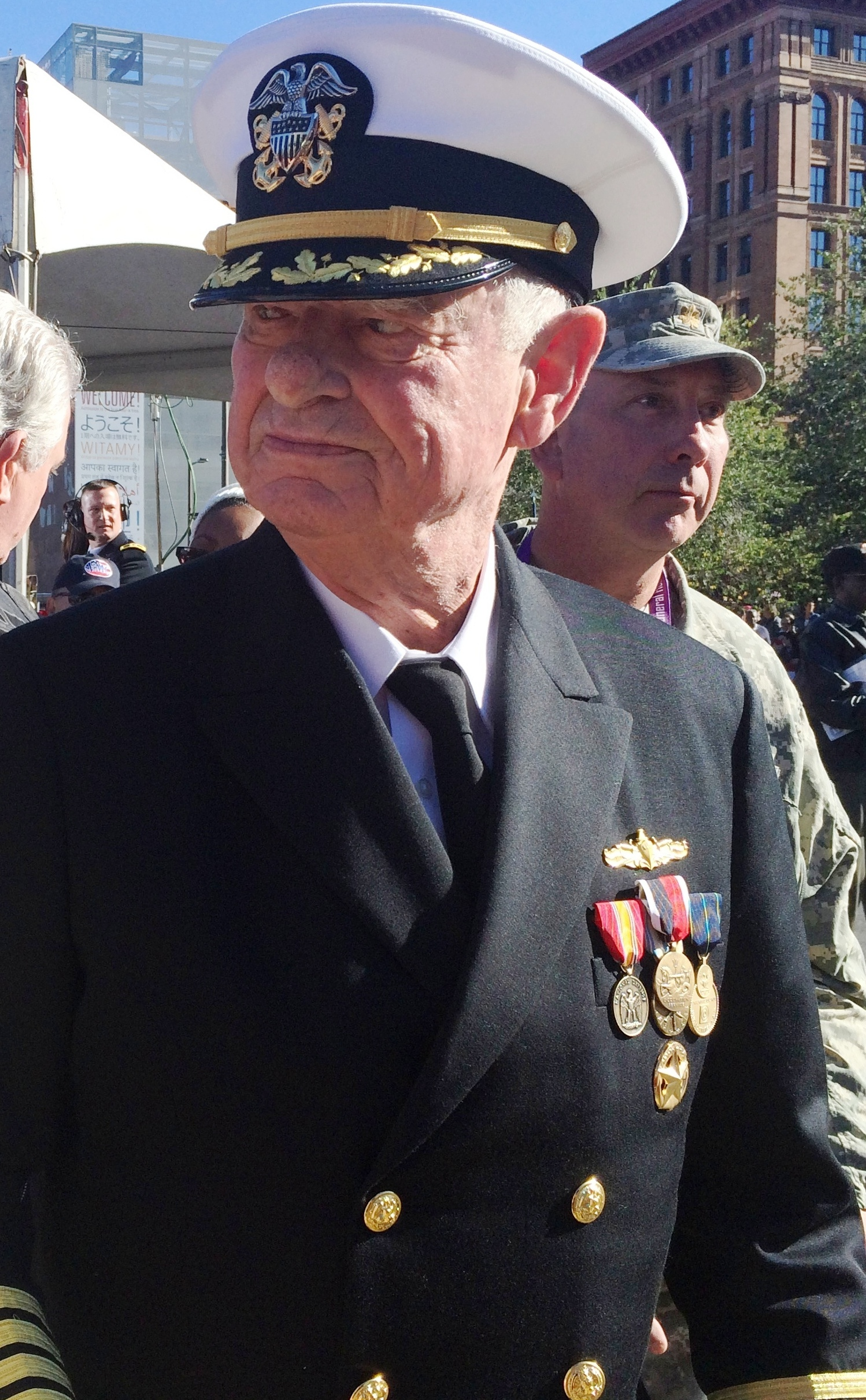
H. F. Lenfest, 2015

H. F. Lenfest, genannt „Gerry“, (* 29. Mai 1930 in Jacksonville, Florida; † 5. August 2018) war ein US-amerikanischer Medien-Unternehmer und Philanthrop.
Er wuchs auf in New York und New Jersey, absolvierte die Mercersburg Academy in Mercersburg (Pennsylvania) und studierte anschließend an der Washington and Lee University (BA 1953). Nach seinem Militärdienst in der U.S. Navy absolvierte Lenfest die Columbia Law School (LL.B. 1958).
Zunächst arbeitete er für die Kanzlei Davis Polk & Wardwell, dann für Walter Annenbergs Medienunternehmen Triangle Publications. In den 1970er Jahren begann er, sein eigenes Kabelfernseh-Unternehmen Lenfest Communications aufzubauen, und verkaufte es 1999 an AT & T. Aus dieser Transaktion heraus entstand das Family-Office LGL Partners.
Lenfest hat alleine seiner Alma mater Columbia mehr als 100 Mio. US$ gespendet. Gemeinsam mit seiner Gattin Marguerite gehörte Lenfest zu den Unterzeichnern der Kampagne The Giving Pledge. 2004 wurde er in die American Philosophical Society aufgenommen.